# Calañas

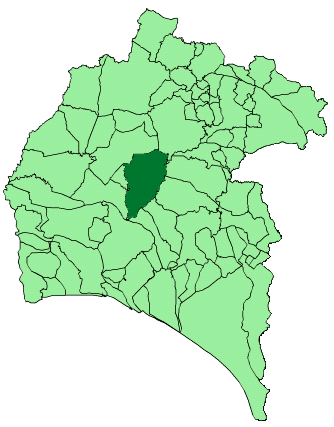
Localização de Calañas

Calañas é um município da Espanha na província de Huelva, comunidade autónoma da Andaluzia, de área 283 km² com população de 4355 habitantes (2007) e densidade populacional de 15,39 hab./km².

## Demografia
| Variação demográfica do município entre 1991 e 2004 | Variação demográfica do município entre 1991 e 2004 | Variação demográfica do município entre 1991 e 2004 | Variação demográfica do município entre 1991 e 2004 |
| --------------------------------------------------- | --------------------------------------------------- | --------------------------------------------------- | --------------------------------------------------- |
| 1991                                                | 1996                                                | 2001                                                | 2004                                                |
| 5093                                                | 4974                                                | 4647                                                | 4534                                                |